# Station Kempton Park
Kempton Park is een spoorwegstation van National Rail in Sunbury-on-Thames, Spelthorne in Engeland. Het station is eigendom van Network Rail en wordt beheerd door South Western Railway. Het station is geopend in 1878. Het station is speciaal gebouwd om bezoekers naar de vlakbij gelegen renbaan Kempton Park Racecourse te brengen, die ook in 1878 werd geopend.